# 村松善八
村松 善八（むらまつ ぜんぱち）は、焼津に伝わる鰹節商人の名跡。

## 初代
1868年、焼津で鰹節製造業「村松善八商店（現・マルハチ村松）」を創業。
従来の焼津での製法（生切り法）に、田子村の製法（土佐節の焙乾法）を取り入れ、味・香り・見た目などの品質規格を統一した「焼津鰹節標準型」を完成させた。
焼津式製造法が評判となり、明治中期には各地に招かれて技術を伝えた。
1890年、『鰹節三等有功賞 第三回内国勧業博覧会褒章證』（総裁大勲位貞愛親王）を受賞。
1895年、第四回内国勧業博覧会で有効一等賞。

## 二代目
1919年、それまで全て捨てていた煮汁を精製濃縮した調味料「かつおエキス」を開発。これは、養老律令と賦役令にも記されている食品「堅魚煎汁（カタウオイロリ）」を蘇らせたものとされている。さらに、砕いた鰹節にエキスをコーティングした調味料「鰹の素」を開発した。

## 三代目
ボルネオ島での生産に着手した。

## 四代目
敗戦後の建て直しに成功した中興の祖。1963年に鰹節と宗田節が原料の粉末調味料「パウミー」を発売するなど、業務用調味料製造業としての地位を築いた。

## 五代目
2000年にマルハチ村松5代目社長に就任。先代の死去（2012年7月）に伴い、2013年4月に5代目村松善八を襲名。